# Indothele rothi
Espèce
Indothele rothi est une espèce d'araignées mygalomorphes de la famille des Ischnothelidae.

## Distribution
Cette espèce est endémique du Tamil Nadu en Inde. Elle se rencontre vers Kodaikanal et Tiruchirappalli.

## Description
La carapace de la femelle holotype mesure 5,31 mm de long sur 4,77 mm.

## Étymologie
Cette espèce est nommée en l'honneur de Barbara et Vincent Daniel Roth.

## Publication originale
- Coyle, 1995 : A revision of the funnelweb mygalomorph spider subfamily Ischnothelinae (Araneae, Dipluridae). Bulletin of the American Museum of Natural History, no 226, p. 1-133 (texte intégral).